# Melina Havelock
Judy Havelock è un personaggio immaginario presente nella raccolta di racconti di Ian Fleming Solo per i tuoi occhi (1960). Nel dodicesimo film della saga cinematografica Solo per i tuoi occhi (1981), il nome del personaggio viene cambiato in Melina Havelock. È stata interpretata dall'attrice Carole Bouquet.

## Biografia

### Romanzo
Judy Havelock è la figlia del colonnello Timothy Havelock, assassinato insieme alla moglie dal maggiore Gonzales su ordine del terrorista Herr von Hammerstein. M, un amico di famiglia, chiede a 007 di andare a Vemont, dove Hammerstein e i suoi uomini si nascondono. Bond incontra Judy Havelock che è lì per uccidere personalmente von Hammerstein. Armata di una balestra, Judy uccide Hammerstein sparandogli alla schiena nel momento esatto in cui si tuffa in piscina.

### Film
Nella versione cinematografica il nome del personaggio diventa Melina Havelock ed è di origini greche.
Melina è l'unica figlia degli Havelock, che stavano indagando per conto dell'MI6 sull'affondamento di una nave inglese. Gli Havelock vengono uccisi da Hector Gonzales, un killer che lavora per conto del contrabbandiere Aris Kristatos. Melina, decisa a vendicarsi sul killer, lo uccide con un colpo di balestra sotto gli occhi di Bond nel momento esatto in cui si tuffa in piscina (la scena della morte di Gonzales è identica a quella di von Hammerstein nel romanzo).
Ma la vendetta di Melina non si ferma qui; infatti, la donna intende uccidere anche chi ha assoldato il killer, nonostante gli avvertimenti di Bond che cerca più volte di farla desistere dal suo proposito. Insieme scoprono che cosa stava cercando il padre di Melina, l'ATAC, un apparecchio in grado di controllare i codici di lancio dei missili dei sommergibili Polaris della Royal Navy. Kristatos arriva sulla barca di Melina e ruba con la forza l'ATAC per poterlo poi rivendere al KGB.
Bond e Melina con l'aiuto di Milos Columbo, contrabbandiere e rivale di Kristatos, decidono di attaccare il rifugio segreto di Kristatos. Dopo aver eliminato gli uomini messi di guardia al rifugio, Melina tiene sotto tiro Kristatos mentre Bond tenta di dissuaderla. Kristatos sta per uccidere 007, ma Columbo interviene colpendolo alle spalle con un coltello da lancio.
Tornati sulla barca, Bond e Melina si concedono un romantico bagno di mezzanotte.